# 1-506
1-506 — советская типовая серия крупнопанельных жилых домов, разработанная институтом «Ленпроект» в 1956 году. Дома серии 1-506 возводились в Ленинграде в 1956—1961 гг. Первые дома были экспериментальными и обозначались шифром 1-506Э.
Дома серии 1-506 отличаются хорошей теплоизоляцией за счёт толстых наружных стен, высоким качеством строительства. Квартиры в домах выгодно отличаются от хрущёвок большой площадью, крупными изолированными комнатами, раздельными санузлами, высокими потолками, но были лишены какого-либо декора. Поэтому данные дома считаются домами «переходной» архитектуры от сталинок к хрущёвкам.
После выхода Постановления Совета Министров СССР от 1 марта 1958 года, в котором задавались новые нормы проектирования жилья, на основе серии 1-506 была разработана серия 1-507 с малогабаритными квартирами-хрущёвками.

## Характеристики

### Здание
Наружные стены домов серии 1-506 построены из шлакобетонных или керамзитобетонных панелей толщиной 500 мм. Отличительной особенностью серии является одинаковый шаг всех панелей, равный 3,4 метра. Снаружи панели облицовывались метлахской плиткой разных расцветок, образующей различные рисунки. На более поздних домах от облицовки плиткой отказались в пользу окрашенных панелей, поверхности которых выполнялись не только гладкими, но и рельефными (чешуйчатыми). Перекрытия сборные железобетонные толщиной 220 мм. Высота потолков в квартирах — 3 метра. Кровля здания плоская, покрыта битумными материалами.
В большинстве домов все квартиры оборудованы балконами на всех этажах, кроме первого.

### Коммуникации
Отопление, водоснабжение и канализация — централизованные. Кухни оснащены газовыми плитами. Лифт и мусоропровод отсутствуют.

### Квартиры
На лестничной площадке дома расположены 4 квартиры. В рядовых секциях набор квартир 3-1-2-3, в угловых 2-2-2-3.
Площадь однокомнатной квартиры составляет более 39 м2, двухкомнатной - более 54 м2, трёхкомнатной - более 73 м2.
Площади комнат в многокомнатных квартирах — от 15 м2 до 19,8 м2, кухни 8,3 м2. В однокомнатной квартире площадь комнаты 22,6 м2, кухни 7 м2.
Санузлы в однокомнатных квартирах совмещённые, в остальных — раздельные.

## Модификации
- 1-506-1 — трёхсекционный дом на 60 квартир;
- 1-506-2 — четырёхсекционный дом на 80 квартир.

## Распространение
Первые дома были построены в районе улицы Седова (всего 13 домов), далее в Малой Охте (14 домов), в районе Кантемировской улицы. Всего в Санкт-Петербурге построено 35 домов серии 1-506.
Как минимум один дом построен в Минске на Партизанском проспекте, 56.